# Vahl-lès-Bénestroff

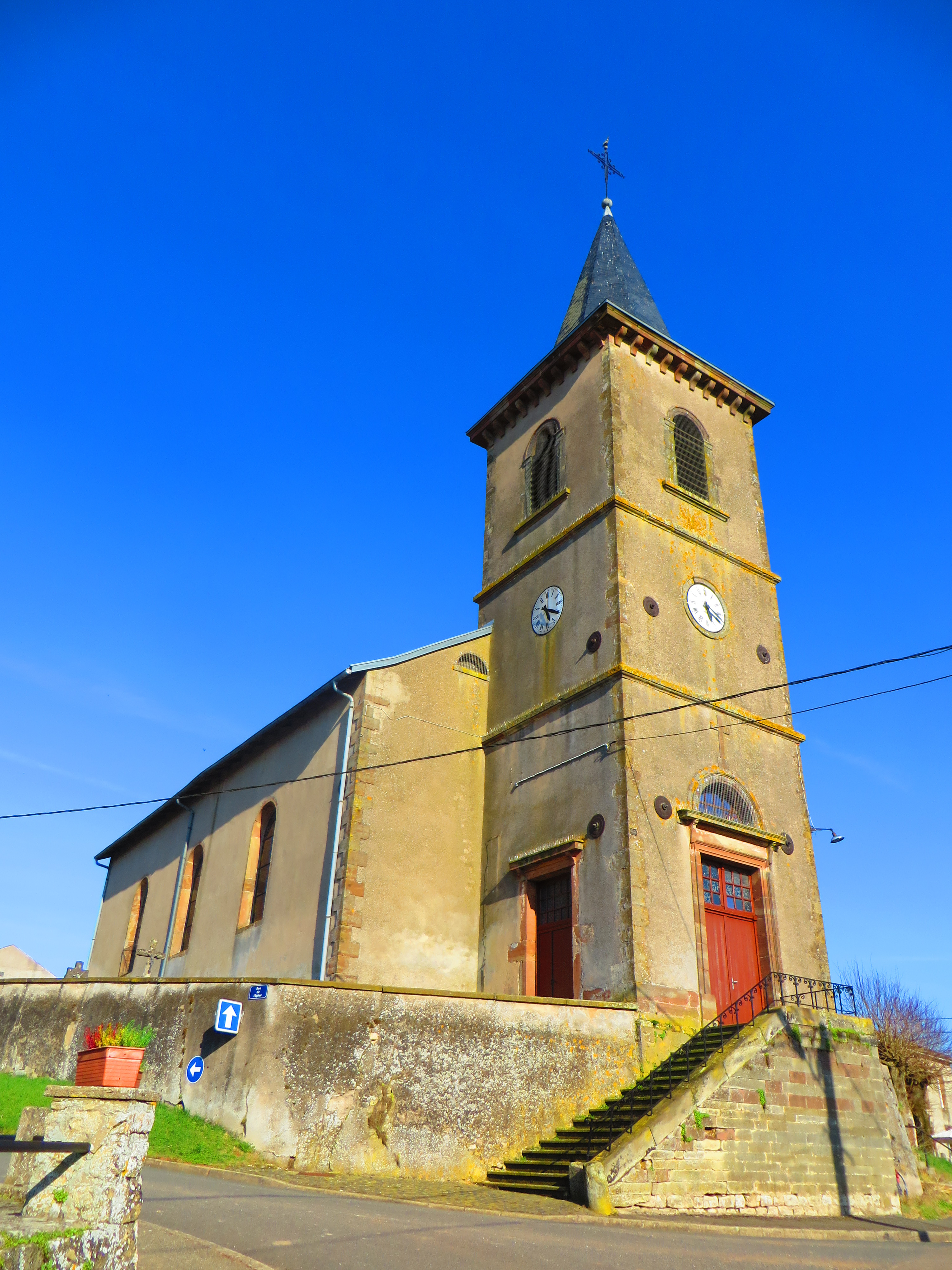
Kirche St. Michael

Vahl-lès-Bénestroff (deutsch Vahl, 1940–44 Wallen) ist eine französische Gemeinde mit 146 Einwohnern (Stand 1. Januar 2022) im Département Moselle in der Region Grand Est (bis 2015 Lothringen). Sie gehört zum Arrondissement Sarrebourg-Château-Salins.

## Geographie
Vahl-lès-Bénestroff liegt im Saulnois, 29 Kilometer nordöstlich von Château-Salins, zehn Kilometer östlich von Morhange, fünf Kilometer westsüdwestlich von Albestroff (Albesdorf) und zwei Kilometer nordöstlich von Bénestroff (Bensdorf).

## Geschichte
Das Dorf  gehörte früher zum Herzogtum Lothringen. Es wurde im Mittelalter als Walen erwähnt.
Die Ortschaft wurde im Dreißigjährigen Krieg völlig zerstört und erst in den 1660er Jahren wiederaufgebaut und wiederbesiedelt. 1664 waren nur vier Haushaltungen vorhanden. Im Jahr 1789 gehörte das Dorf dem Grafen de Ludres, nachdem vor 1755 eine Frau Hauzen seine Besitzerin gewesen war.
Das Gemeindewappen zeigt die Symbolik der Propstei von Dieuze, die Muscheln im Rahmen sind die Attribute des Heiligen Michael, des Schutzpatrons der Kirchengemeinde.
Durch den Frankfurter Frieden vom 10. Mai 1871 kam die Region an Deutschland und das Dorf wurde dem Kreis Château-Salins im Bezirk Lothringen des Reichslandes Elsaß-Lothringen zugeordnet.
Nach dem Ersten Weltkrieg musste die Region aufgrund der Bestimmungen des Versailler Vertrags 1919 an Frankreich abgetreten werden. Im Zweiten Weltkrieg war die Region von der deutschen Wehrmacht besetzt und stand unter deutscher Verwaltung.

### Bevölkerungsentwicklung
| Jahr      | 1962 | 1968 | 1975 | 1982 | 1990 | 1999 | 2007 | 2019 |
| Einwohner | 175  | 191  | 159  | 120  | 106  | 117  | 124  | 151  |

## Belege
1. 1 2 3 4  Eugen H. Th. Huhn: Deutsch-Lothringen. Landes-, Volks- und Ortskunde, Stuttgart 1875, S. 494  (google.books.com).
2. ↑  Wappenbeschreibung auf genealogie-lorraine.fr (französisch)